# Émile Augier
Émile Augier [ejtsd: ozsié] (Valence, 1820. szeptember 17. – Croissy-sur-Seine, 1889. október 24.) francia költő, színműíró, a szenátus tagja.

## Élete
Édesapja az ügyvédi pályára szánta, de anyai részről való nagyapjának, az ismert regényíró Pigault-Lebrunnek példája és saját hajlama is arra indította, hogy az írói pályára lépjen. Már első, kétfelvonásos verses vígjátékával La ciguë, mely 1844-ben az Odéon-színházban került először színre, fényes sikert aratott a fiatal költő, s ez még ma is egyik legtökéletesebb műve. Legközelebbi két verses műve, az Un homme de bien (1845) és L'aventière (1848), a Théâtre-français-ben került előadásra. 1849-ben nagy tetszést aratott ugyanebben a színházban Gabrielle című ötfelvonásos, verses színműve, melyben a családi életet tünteti fel, mint a tulajdonképpen költőit, a mű ezen oktató irányáért az akadémia a Monthyon-díj felét ítélte oda neki. Miután Diane (1852) című drámájával nem aratott sikert, ismét a vígjátékhoz fordult és 1852-ben La pierre de touche című ötfelvonásos, prózában írt színmű jelent meg tőle, melynek megírásában Sandeau is segédkezett. Ez az érzelgős és kissé bohózatos vígjáték nem aratott tetszést, de Augier-ra nézve új irány kiindulópontja volt. 1855-ben a Vaudeville-színházban Le mariage d'Olympe című színművét adták elő, melynek tárgyát kora társadalmi viszonyaiból merítette; a Gymnase színházban pedig kevéssel ezután a Sandeau-val együtt írt Le gendre de M. Poirier (a Nemzeti Színházban előbb Nemes és polgár, később Poirier veje cím alatt) négyfelvonásos prózai vígjátékát adták elő, melyet általában legjobb színművének tartanak, amelyben a nemesség ősi gőgjét és a polgári szerencsefiak nevetséges voltát (a júliusi monarchia alatt) éles gúnnyal ostorozta. Ezután következtek 1858-ban: La jeunesse, verses vígjáték öt felvonásban és Les Lionnes pauvres, szintén ötfelvonásos vígjáték, de prózában, melyet Foussier-val együtt írt és melynek merész, de azért nem erkölcstelen felfogásától a színi bírálók annyira megijedtek, hogy csak legfelsőbb beavatkozás folytán került előadásra. Másik három nagy és sikert aratott vígjátéka: Les effrontes (1861), Le fils de Giboyer (1862, az előbbinek folytatása) és Maltre Guérin, ugyanazon magas pártfogás nélkül alig került volna a Theatre-françaisben előadásra. Anélkül, hogy oly mesterművek volnának, mint Tartuffe és Turcaret, e vígjátékokhoz a támadás hevessége, a gáncsolás korlátlansága tekintetében mégis hasonlítanak. Későbbi műveiben, mint a Contagion-ban (1868) és a Les lions et les renards-ban tehetségének hanyatlása észlelhető. De újabb hatalmas sikereket ért el Jean de Thommeray (1874) című vígjátékával, főképp pedig Madame Caverlet (1876, magyarul: Caverletné) és mesterműve Les Fourchambaults (1874, magyarul: A Fourchambault-család) szinműveivel. Megemlítendők még: Les méprises de l'amour (sohasem került színre), Le joueur de fiute (1850), Ceinture dorée (1855), Un beau mariage (Roussier segédkezésével, 1859), Le prix Martin (Labichesal), úgyszintén egy operaszöveg, Sappho (1851), melyhez Gounod írt zenét, meg egy kötet költemény (Poésies, 1856).
Augier, akinek irányát a romantikusok kezében volt korábbi kritika, az ő egyszerű polgári morálja miatt «l'école de bon sens»-nak nevezte el, 1857-ben az akadémia tagja és 1868-ban a becsületrend commandeurje lett. 1892 október havában bizottság alakult, mely a nagy írónak a Palais Royal kertjében emlékszobrot állított.

## Magyarul
- Giboyer fia; in: Színművek; ford. Csáthy Géza; Csáthy, Debrecen, 1867
- Forestier Pál. Színmű; ford. Paulay Ede; Pfeifer, Pest, 1871 (A Nemzeti Színház könyvtára)
- Nemes és polgár. Vígjáték. Augier Emil, Sandeau után francziából Feleki Miklós; Pfeifer, Pest, 1873 (A Nemzeti Színház könyvtára)
- Cavarlet-né. Színmű; ford. Halmy Ferenc; Pfeifer, Bp., 1876 (A Nemzeti Színház könyvtára)
- A Fourchambault család. Színmű; ford. Fáy J.Béla; Franklin, Bp., 1881 (Olcsó könyvtár)
- Émile Augier–Jules Sandeau: Poirior úr veje. Színmű; ford. Haraszti Gyula; Franklin, Bp., 1882 (Olcsó könyvtár)
- A bürök. Vígjáték két felvonásban; ford. Perényi István; Franklin, Bp., 1885 (Olcsó könyvtár)
- Émile Augier–Eduard Foussier: A szegény arszlánnők. Dráma; ford. Rákosi Jenő; Franklin, Bp., 1886 (Olcsó könyvtár)
- Az arczátlanok. Vígjáték; ford. Gurnesevics Lajos; Franklin, Bp., 1891 (Olcsó könyvtár)
- Gabrielle. Színmű; ford. ifj.Szász Béla; Franklin, Bp., 1896 (Olcsó könyvtár)